# Vladimír Boublík
Vladimír Boublík (16. listopadu 1928 Mokrosuky – 25. září 1974 Klatovy) byl český katolický teolog, vězeň a emigrant, profesor Papežské lateránské univerzity a děkan její teologické fakulty.

## Stručný životopis
V roce 1939 nastoupil do Jirsíkova gymnázia v Českých Budějovicích. Po maturitě 1947 strávil jeden akademický rok v teologickém semináři a měl pokračovat ve studiích v Římě. Místo cestovního pasu se však po únorovém převratu dočkal obvinění ze špionáže a účasti v protistátní skupině. Dvouleté vězení strávil na Borech a v Horní Bříze, po propuštění pracoval jako dělník v plzeňské Škodovce. Zkušenost s dělnickým prostředím později zúročil i jako teolog.
Povolávací rozkaz dostal v r. 1951 a nastoupil k PTP na Libavu a do Šternberka. Po vyzrazení jeho snahy o útěk za hranice nastoupil do vojenského vězení v Olomouci, odkud se mu však podařilo uprchnout a přes Východní Německo konečně v březnu roku 1952 přešel do západního sektoru Berlína.
Odtud pokračoval do Říma a stal se alumnem Nepomucena. Na kněze byl vysvěcen v lateránské bazilice kard. Micarou 17. prosince 1955, roku 1959 získal doktorát z teologie, vyučoval fundamentální teologii na Lateránské univerzitě a stal se děkanem její teologické fakulty. Věnoval se křesťanské antropologii. Kriticky se stavěl k Pierru Teilhard de Chardinovi. Významný je jeho přístup k mimokřesťanským náboženstvím, kterým se věnoval ne jako religionista ale jako teolog promýšlel jejich roli v dějinách spásy. Boublíkovým trvalým tématem byly však úvahy o lásce, především Boha k člověku, kdy jejím dokonalým uskutečněním je být pro druhé, ne pro sebe samého. Protiklad toho pak vidí v tzv. egocentrické osamělosti a solipsismu, které vytvářejí nesnesitelné prostředí už v pozemském životě.
Od r. 1964 spolupracoval s československou rozvědkou (I. správou FMV), byť nikdy nepodepsal vázací protokol, a tak se de iure nestal spolupracovníkem. Předával informace zejména o československé kněžské emigraci a o postojích Vatikánu k situaci v Československu a k jednáním s československou vládou. Za to mohl navštěvovat ČSSR a jeho příbuzní za ním mohli jezdit do Říma.
Po onemocnění rakovinou v roce 1973 a marné léčbě na klinice v Římě zemřel v září 1974 v Klatovech (do Československa tehdy přijel na návštěvu své nemocné matky) a je pochován na hřbitově ve Zbynicích.